# Charles B. Burdick
Charles Burton Burdick (* 1927; † 1998) war ein US-amerikanischer Militärhistoriker. Er war Professor an der San José State University und Namensgeber der Charles B. Burdick Military History Collection.

## Leben
Burdick wuchs in San José, Kalifornien auf. Er besuchte die Lincoln High School und trat im Anschluss in die United States Army ein. Nach dem Zweiten Weltkrieg 1946 studierte er Geschichte an der San José State University (B.A. 1949 bei Dudley Moorhead). Einen M.A. und einen Ph.D. (1954) in Modern European History erwarb er an der Stanford University. Zu seinem wichtigsten Lehrer gehörte David Harris. Danach forschte er u. a. als Fulbright-Hays PostDoc Scholar in Deutschland.
1957 wurde er Dozent am History Department und 1976 Department Chair an der San José State University. Er übereignete der Universitätsbibliothek mehrere militärgeschichtliche Bücher aus seinem Privatbesitz. Darüber hinaus lehrte er an der Sixth United States Army Intelligence School in Monterey, California. 1988 wurde er emeritiert. 
Er veröffentlichte mehr als 20 Bücher, darunter auch Studien zum Oberkommando der Wehrmacht und war Mitherausgeber (Werner Hahlweg, Johann Christoph Allmayer-Beck, Hans Bleckwenn, Dermot Bradley, Othmar Hackl und Walter Schaufelberger) der 1973 begründeten Studien zur Militärgeschichte, Militärwissenschaft und Konfliktsforschung im Biblio Verlag.
Sein Name steht auch für die umfangreiche Charles B. Burdick Military History Collection.
Burdick war verheiratet.

## Schriften (Auswahl)
- Hrsg. mit Ralph H. Lutz: The political institutions of the German revolution, 1918–1919. Praeger, New York 1966.
- Germany’s military Strategy and Spain in World War II. Syracuse University Press, Syracus 1968.
- The frustrated raider. The story of the German cruiser Cormoran in World War I. Southern Illinois University Press, Carbondale u. a. 1979.
- mit Ursula Moessner: The German prisoners of war in Japan, 1914–1920. University Press of America, Lanham u. a. 1984, ISBN 0-8191-3761-8.
- Hrsg. mit Hans-Adolf Jacobsen und Winfried Kudszus: Contemporary Germany. Politics and culture. Westview Press, Boulder u. a. 1984, ISBN 0-86531-443-8.